# Ahnfeltia fastigiata
Ahnfeltia elongata, vrsta crvenih algi iz porodice Ahnfeltiaceae. Morska je vrsta uočena uz obale Aleuta, Aljaske, Britanske Kolumbije, Kalifornije, Baja Californije. Homotipski sinonim je Chondrus fastigiatus Endlichter 1843 a heterotipski Gigartina fastigiata Postels & Ruprecht 1840